# Ecpathophanes
Ecpathophanes är ett släkte av fjärilar. Ecpathophanes ingår i familjen Arrhenophanidae.
Kladogram enligt Catalogue of Life:
| Ecpathophanes | \| \| Ecpathophanes anachoreta \| \| \| \| \| \| Ecpathophanes chiquita \| \| \| \| |
|               | \| \| Ecpathophanes anachoreta \| \| \| \| \| \| Ecpathophanes chiquita \| \| \| \| |
|               | Arrhenophanes                                                                       |
|               |                                                                                     |
|               | Cnissostages                                                                        |
|               |                                                                                     |
|               | Dysoptus                                                                            |
|               |                                                                                     |
|               | Parameristis                                                                        |
|               |                                                                                     |
|               | Ecpathophanes anachoreta                                                            |
|               |                                                                                     |
|               | Ecpathophanes chiquita                                                              |
|               |                                                                                     |

|  | Ecpathophanes anachoreta |
|  |                          |
|  | Ecpathophanes chiquita   |
|  |                          |